# (7632) Stanislav
(7632) Stanislav (1982 UT5) – planetoida z pasa głównego planetoid okrążająca Słońce w ciągu 3,32 lat w średniej odległości 2,23 j.a. Odkryta 20 października 1982 roku.